# وا ناري (ألبوم)
وا ناري هو الألبوم الأول للمطربة المغربية أسماء لمنور تم إنتاجه وتوزيعه عام 2003 وهو من إنتاج شركة فنون الجزيرة، والألبوم مكون من 8 أغاني.

## الأغاني
- أحبك
- تطمن وامسح دموعك
- يا قلب مين غيرك
- آخر الطب
- دندنة
- وا ناري
- بس ليلة
- هذا العطر